# Akkoord van Kumanovo
Het Akkoord van Kumanovo is een vredesverdrag tussen de Federale Republiek Joegoslavië en de door NAVO-geleide Kosovo Force op 9 juni 1999 in Kumanovo. Het werd ondertekend door de stafchef van het Joegoslavisch leger Nebojša Pavković en namens de Kosovo Force door de Britse militair Mike Jackson. Het verdrag betekende het einde van de Kosovo-oorlog. Kosovo bleef de jure onderdeel van Servië binnen Joegoslavië, maar kwam onder bestuur van de Verenigde Naties.